# Sébastien Pagès
Pas d'image ? Cliquez ici

a Compétitions nationales et continentales officielles uniquement.

Dernière mise à jour le 26 septembre 2018.
Sébastien Pagès, né le 28 décembre 1976 à Alès (Gard), est un joueur de rugby à XV français qui évolue au poste de demi de mêlée.

## Carrière
- RC Narbonne
- Rugby club Strasbourg : 2000-2001
- SC Albi : 2001-2011
- Stade Rodez Aveyron : 2011-2013
- Sporting club graulhetois : 2013-2015

Il a débuté en Top 14 le 19 août 2006 à l'occasion du match contre l'Aviron bayonnais.
Il vient de signer pour la saison 2011-2012 au Stade Rodez Aveyron. En 2012-2013, il s'engage avec le SG Graulhet. Pour la saison 2015-2016, c'est en faveur de Lisle-sur-Tarn (81) que le demi de mêlée s'engage, club dans lequel il retrouve son ancien coéquipier professionnel, Yogane Corréa.

## Palmarès
- Vainqueur des phases finales du championnat de France Pro D2 : 2006
- Vainqueur des phases finales du championnat de France Pro D2 : 2009